# Michal Doležal (skokan)
Michal Doležal (* 11. března 1978 Jablonec nad Nisou) je bývalý český skokan na lyžích, který závodil v letech 1996–2007.
Startoval na ZOH 1998 a 2002, jeho nejlepším individuálním výsledkem je osmé místo z velkého můstku v Naganu 1998. Na týchž hrách pomohl českému týmu k sedmé příčce v závodu družstev. Zúčastnil se také lyžařských světových šampionátů 1999, 2001 a 2003 a mistrovství světa v letech na lyžích 1996, 1998 a 2000.
Po ukončení aktivní sportovní kariéry se začal věnovat trénování. Působil u reprezentačního B-týmu, od roku 2015 vedl s Richardem Schallertem a Jakubem Jiroutkem českou reprezentaci, rozdělenou na dvě družstva. V květnu 2016 se stal asistentem u polského národního týmu. Po odchodu Stefana Horngachera k německé reprezentaci se Doležal stal v březnu 2019 hlavním trenérem polské reprezentace.